# Francisco Macedo
Francisco Macedo är en kommun i Brasilien.   Den ligger i delstaten Piauí, i den östra delen av landet, 1 200 km nordost om huvudstaden Brasília. Antalet invånare är 2 879. Arean är 117 kvadratkilometer.
Terrängen i Francisco Macedo är platt åt nordväst, men åt sydost är den kuperad.
Omgivningarna runt Francisco Macedo är huvudsakligen savann. Runt Francisco Macedo är det ganska glesbefolkat, med 50 invånare per kvadratkilometer.